# A Veiga
A Veiga település Spanyolországban, Ourense tartományban. A Veiga Carballeda de Valdeorras, Porto de Sanabria, Viana do Bolo, O Bolo, Petín és O Barco de Valdeorras községekkel határos. Lakosainak száma 887 fő (2024).

## Népesség
A település népessége az elmúlt években az alábbi módon változott:
| Lakosok száma | 1408 | 1318 | 1204 | 1106 | 1036 | 965  | 907  | 889  | 901  | 887  |
|               | 2001 | 2004 | 2007 | 2009 | 2012 | 2014 | 2017 | 2019 | 2022 | 2024 |